# Formule de Riemann-Siegel
En mathématiques, et plus précisément en analyse, la formule de Riemann-Siegel est une estimation asymptotique de l'erreur de l'équation fonctionnelle d'approximation de la fonction zêta de Riemann, c'est-à-dire une approximation de la fonction zêta par la somme de séries de Dirichlet finies.

## Histoire
Cette formule a été découverte par Carl Siegel en 1932 alors qu'il analysait les notes manuscrites non publiées de Bernhard Riemann, lesquelles dataient des années 1850.
Siegel l'a obtenue en partant de l' « intégrale de Riemann–Siegel », une expression de la fonction zêta qui fait appel à une intégrale curviligne. Au début du XXIe siècle, cette formule est régulièrement utilisée pour calculer les valeurs de la fonction zêta, dans le but de rechercher la position de ses zéros (voir hypothèse de Riemann). Elle est parfois combinée à l'algorithme de Odlyzko–Schönhage, ce qui rend le calcul plus rapide.

## Description
Si M et N sont des entiers strictement positifs, alors la fonction zêta peut être définie par
{\displaystyle \zeta (s)=\sum _{n=1}^{N}{\frac {1}{n^{s}}}+\gamma (1-s)\sum _{n=1}^{M}{\frac {1}{n^{1-s}}}+R(s)}
où
{\displaystyle \displaystyle \gamma (s)=\pi ^{1/2-s}\Gamma (s/2)/\Gamma ((1-s)/2)}
est le facteur qui apparaît dans l'équation fonctionnelle {\displaystyle \displaystyle \zeta (s)=\gamma (s)\zeta (1-s)} et où
{\displaystyle R(s)={\frac {-\Gamma (1-s)}{2\pi i}}\oint {\frac {(-x)^{s-1}e^{-Nx}dx}{e^{x}-1}}}
est une intégrale curviligne sur une ligne commençant et se terminant en {\displaystyle \displaystyle \infty } et encerclant les pôles de module inférieur ou égal à {\displaystyle 2\pi M}.
L'équation fonctionnelle d'approximation produit une estimation de la taille de l'erreur. Siegel en 1932 et Edwards en 1974 ont obtenu la formule de Riemann-Siegel en appliquant la méthode du point col à cette intégrale pour en déduire un développement asymptotique de l'erreur {\displaystyle R(s)} en série de puissances négatives de {\displaystyle \scriptstyle \Im (s)}.
Dans la pratique, s est habituellement sur la ligne critique et les entiers positifs M et N ont comme valeur {\displaystyle \scriptstyle 2\pi \Im (s)^{1/2}}. En 1979, Gabcke a découvert de bonnes limites pour l'erreur de la formule de Riemann–Siegel.

## Formule intégrale de Riemann
Riemann a démontré que
{\displaystyle \int _{0\searrow 1}{\frac {e^{-i\pi u^{2}+2\pi ipu}}{e^{\pi iu}-e^{-\pi iu}}}~\mathrm {d} u={\frac {e^{i\pi p^{2}}-e^{i\pi p}}{e^{i\pi p}-e^{-i\pi p}}}}
où la courbe d'intégration est une droite de pente −1 qui passe entre 0 et 1.
Il a utilisé cette équation pour donner une formule intégrale de la fonction zêta :
{\displaystyle \displaystyle \pi ^{-s/2}\Gamma (s/2)\zeta (s)=}
{\displaystyle \pi ^{-s/2}\Gamma (s/2)\int _{0\swarrow 1}{\frac {x^{-s}e^{\pi ix^{2}}}{e^{\pi ix}-e^{-\pi ix}}}~\mathrm {d} x+\pi ^{-(1-s)/2}\Gamma ((1-s)/2)\int _{0\searrow 1}{\frac {x^{s-1}e^{-\pi ix^{2}}}{e^{\pi ix}-e^{-\pi ix}}}~\mathrm {d} x.}